# Spermacoce minutiflora
Spermacoce minutiflora är en måreväxtart som först beskrevs av Karl Moritz Schumann, och fick sitt nu gällande namn av Bernard Verdcourt. Spermacoce minutiflora ingår i släktet Spermacoce och familjen måreväxter. Inga underarter finns listade i Catalogue of Life.